# دوروثيه غيلبرت
دوروثيه غيلبرت (بالفرنسية: Dorothée Gilbert)‏ هي راقصة باليه فرنسية، ولدت في 25 سبتمبر 1983 في تولوز في فرنسا.

## وصلات خارجية
- الموقع الرسمي

لم يتم العثور على روابط لمواقع التواصل الاجتماعي.